# Roman Nowakowski
Roman Nowakowski (ur. 29 lipca 1955 w Wólce Durąskiej) – polski rolnik i polityk, poseł na Sejm PRL IX kadencji.

## Życiorys
Absolwent Technikum Rolniczego dla Pracujących w Ostródzie. Od 1977 prowadził własne gospodarstwo rolne. Specjalista w hodowli trzody chlewnej. W 1978 wstąpił do Zjednoczonego Stronnictwa Ludowego, a w 1980 do Związku Młodzieży Wiejskiej, w którym był przewodniczącym zarządu miejsko-gminnego. W ZSL zasiadał w Komisji Ekonomiczno-Rolnej w Wojewódzkim Komitecie. W latach 1985–1989 pełnił mandat posła na Sejm PRL IX kadencji w okręgu Olsztyn, zasiadając w Komisji Ochrony Środowiska i Zasobów Naturalnych. Był później członkiem prezydium rady gminy Ostróda, zasiadł też w radzie sołeckiej w Grabinku. W wyborach samorządowych kilkukrotnie kandydował z lokalnych komitetów, w 2010 nie uzyskał reelekcji. W 2014 z ramienia Polskiego Stronnictwa Ludowego ponownie zdobył mandat radnego.